# 1927 год в изобразительном искусстве СССР

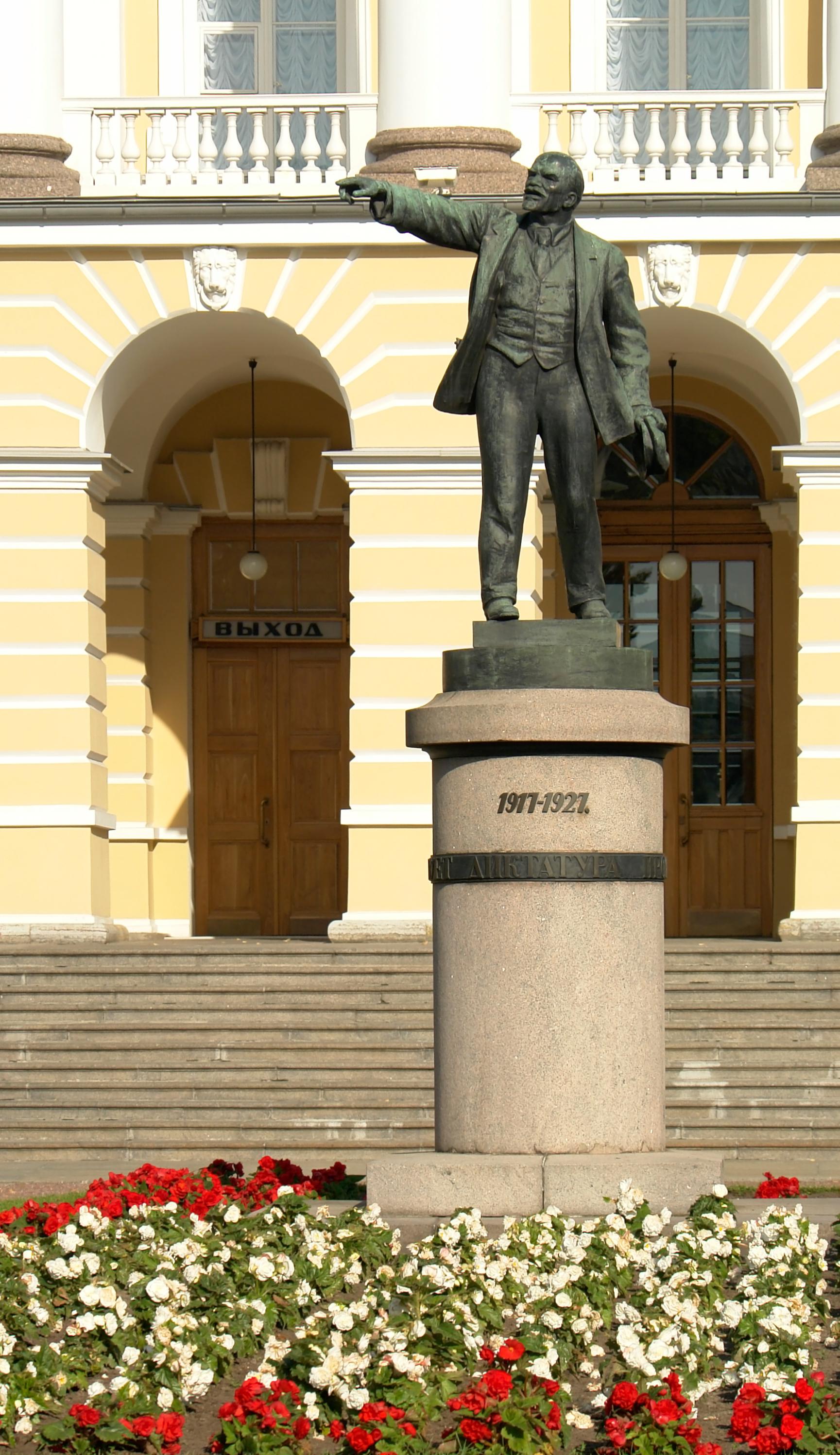
В. В. Козлов. Памятник В. И. Ленину перед Смольным

1927 год был отмечен рядом событий, оставивших заметный след в истории советского изобразительного искусства.

## События
- 1 марта в Москве в Государственной Третьяковской галерее открылась выставка произведений художников группы «Бубновый валет». Экспонировались 72 работы 8 авторов, в том числе Натальи Гончаровой, Петра Кончаловского, Александра Куприна, Михаила Ларионова, Аристарха Лентулова, Ильи Машкова, Василия Рождественского и Роберта Фалька[1].

- 17 марта в Ленинграде в Доме печати открылась «Выставка мастеров аналитического искусства». Экспонировались произведения Владимира Авласа, Софьи Закликовской, Евгения Кибрика, Павла Кондратьева, Лидии Фроловой-Багреевой и других художников[2].

- 1 ноября в Ленинграде в ГРМ открылась «Выставка новейших течений в искусстве». Экспонировались произведения Льва Бруни, Давида Бурлюка, Натальи Гончаровой, Александра Древина, Василия Кандинского, Петра Кончаловского, Михаила Ларионова, Ильи Машкова, Александра Осмёркина, Марка Шагала и других художников[3].

- В Ленинграде у Смольного открыт памятник В. И. Ленину, авторы скульптор В. В. Козлов, архитекторы В. А. Щуко и В. Г. Гельфрейх.

- 6 ноября в Ленинграде в здании Академии художеств открылась «Юбилейная выставка изобразительных искусств». Разделы выставки: живопись, скульптура, графика. Среди 849 работ 148 авторов экспонировались произведения Петра Бучкина, Альфонс Жаба, Дмитрия Митрохина, Сергея Приселкова, Аркадия Рылова, Ефима Чепцова, Альфреда Эберлинга и других художников[4].

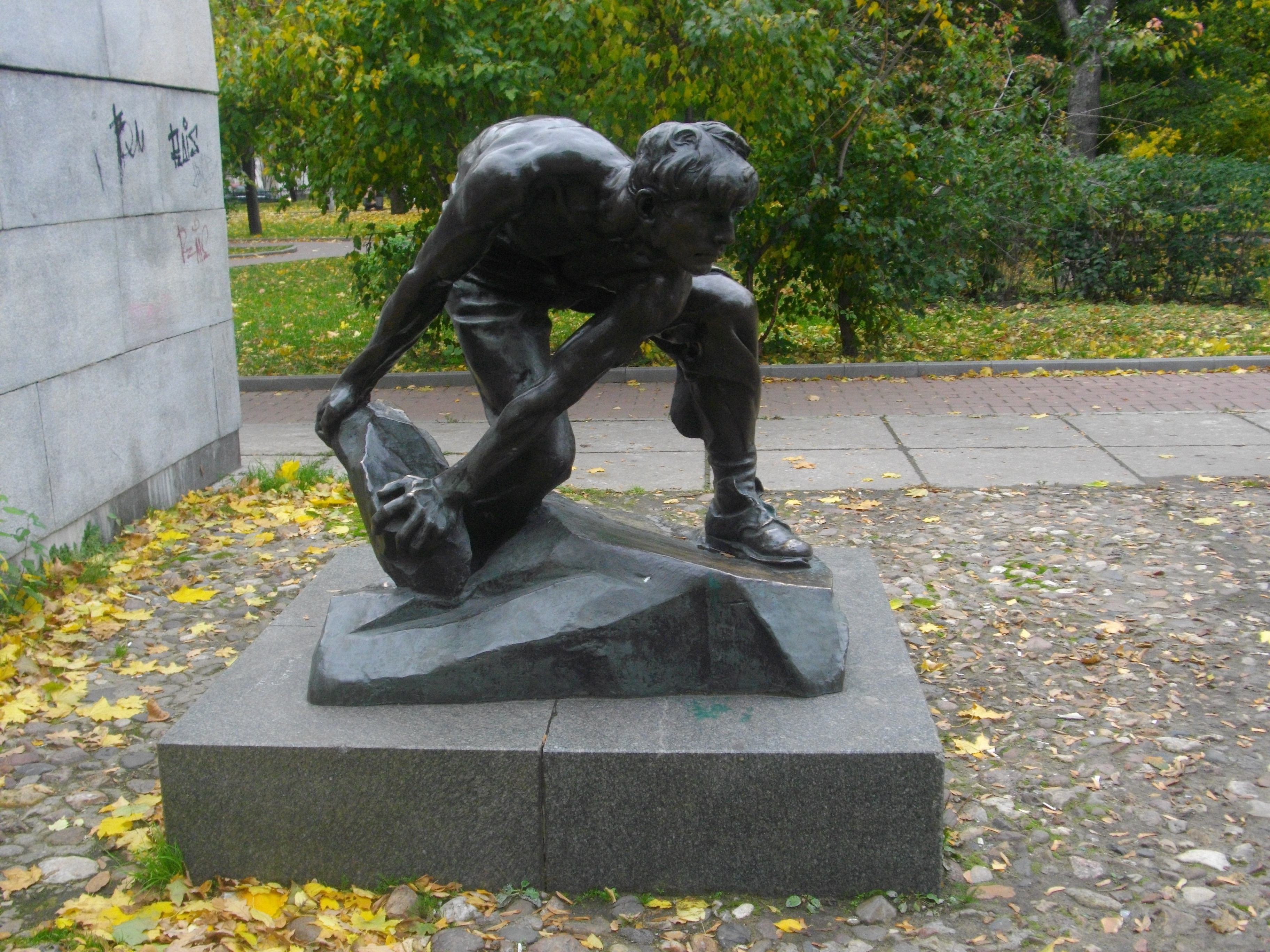
И. Д. Шадр. Булыжник — оружие пролетариата

- Скульптор И. Д. Шадр создаёт свою знаменитую скульптуру «Булыжник — оружие пролетариата». Скульптура Шадра стала одним из самых ярких явлений реалистического искусства XX века. Её герой представляет собой обобщённый образ пролетария начала XX века, борца за революционные идеалы и свободу. Скульптура выполнена из гипса, хранится в Третьяковской галерее. В 1947 году уже после смерти И. Шадра скульптура была отлита в бронзе. В 1967 году была установлена в Пресненском районе Москвы в парке Декабрьского восстания.

- В Ленинграде в залах Общества поощрения художеств открылась очередная «Выставка картин Общества имени А. И. Куинджи». Среди 808 работ (из них 340 произведений посмертной выставки А. И. Вахрамеева) 76 авторов экспонировались произведения Михаила Авилова, Петра Бучкина, Александра Вахрамеева, Михаила Гужавина, Альфонса Жабы, Александра Любимова, Михаила Платунова, Аркадия Рылова, Альфреда Эберлинга и других художников[5].

## Деятели искусства

### Родились
- 13 января — Борис Харченко, живописец и педагог (ум. в 1985).
- 31 января — Алексей Фёдоров, живописец (ум. в 1993).
- 17 февраля — Рудольф Карклин, живописец, художник-монументалист и педагог (ум. в 1993).
- 7 марта — Владимир Скрябин, живописец (ум. в 1989).
- 28 марта — Леонид Ткаченко, живописец.
- 29 марта — Злата Бызоваа, живописец.
- 20 апреля — Юрий Орехов, скульптор, народный художник России, лауреат Ленинской и Государственной премий, действительный член Российской академии художеств (ум. в 2001).
- 17 мая — Владимир Саксон, художник (ум. в 1988).
- 25 мая — Дмитрий Жилинский, живописец, народный художник РСФСР.
- 17 июня — Юрий Ершов, живописец (ум. 2008).
- 20 июня — Вячеслав Котёночкин, художник-мультипликатор и режиссёр (ум. в 2000).
- 3 июля — Евгений Чупрун, живописец (ум. 2005).
- 23 июля — Дмитрий Бучкин, живописец и график.
- 4 сентября — Сергей Ласточкин, живописец, заслуженный художник Российской Федерации (ум. в 1992).
- 5 октября — Иван Пентешин, живописец, график и педагог, заслуженный деятель искусств Российской Федерации.
- 7 ноября — Пётр Литвинский, живописец и педагог (ум. в 2009).
- 2 декабря — Геннадий Штабнов, живописец и педагог (ум. в 1989).
- 16 декабря — Лидия Майорова Лидия Фёдоровна, художник-гравёр (ум. в 2008).

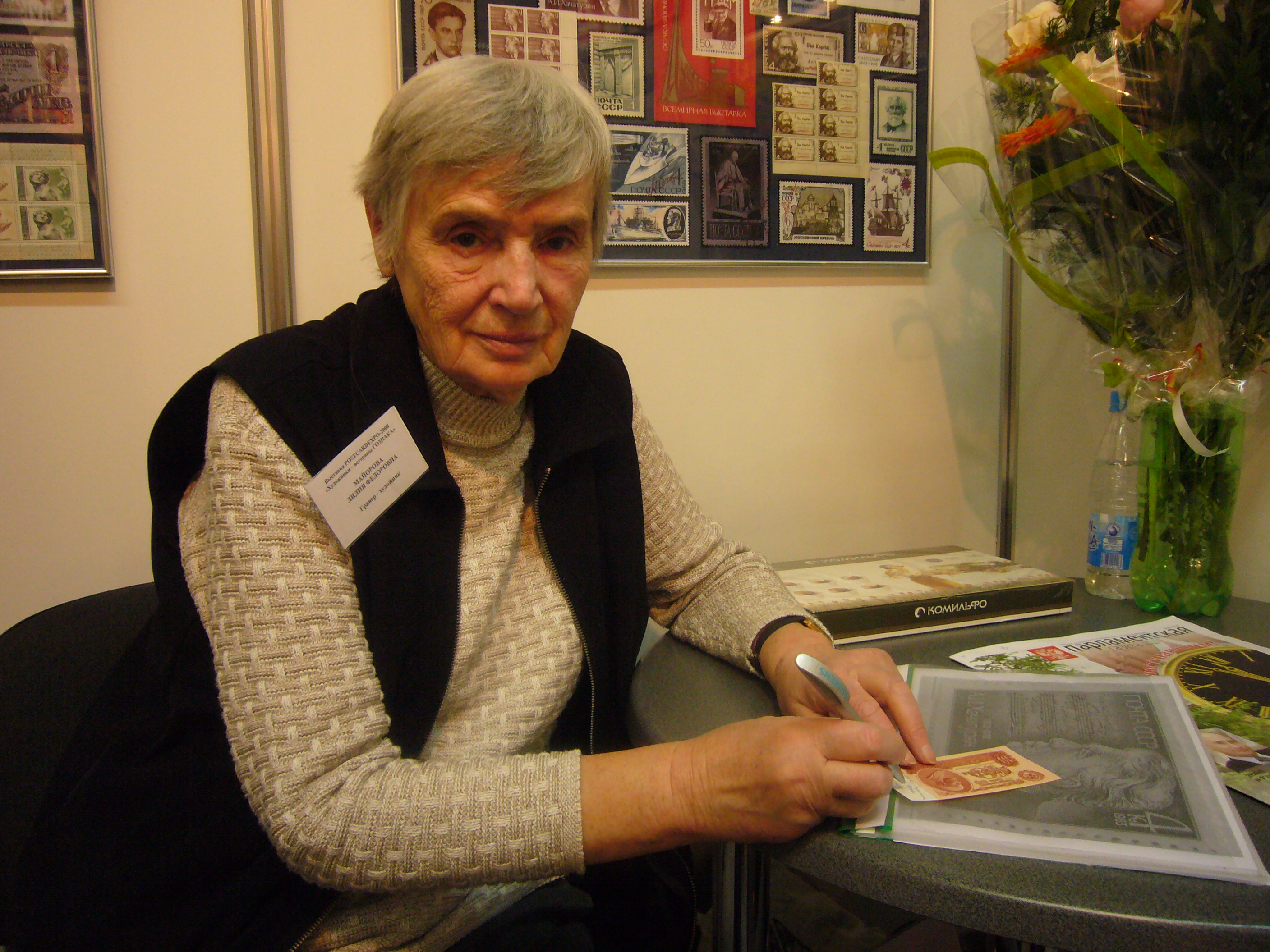
Лидия Майорова

### Скончались
- 26 мая — Борис Кустодиев, художник, академик живописи (род. в 1878).
- 18 июля — Василий Поленов, художник и педагог, народный художник РСФСР (род. в 1844).
- 7 сентября — Анна Голубкина, скульптор (род. в 1864).

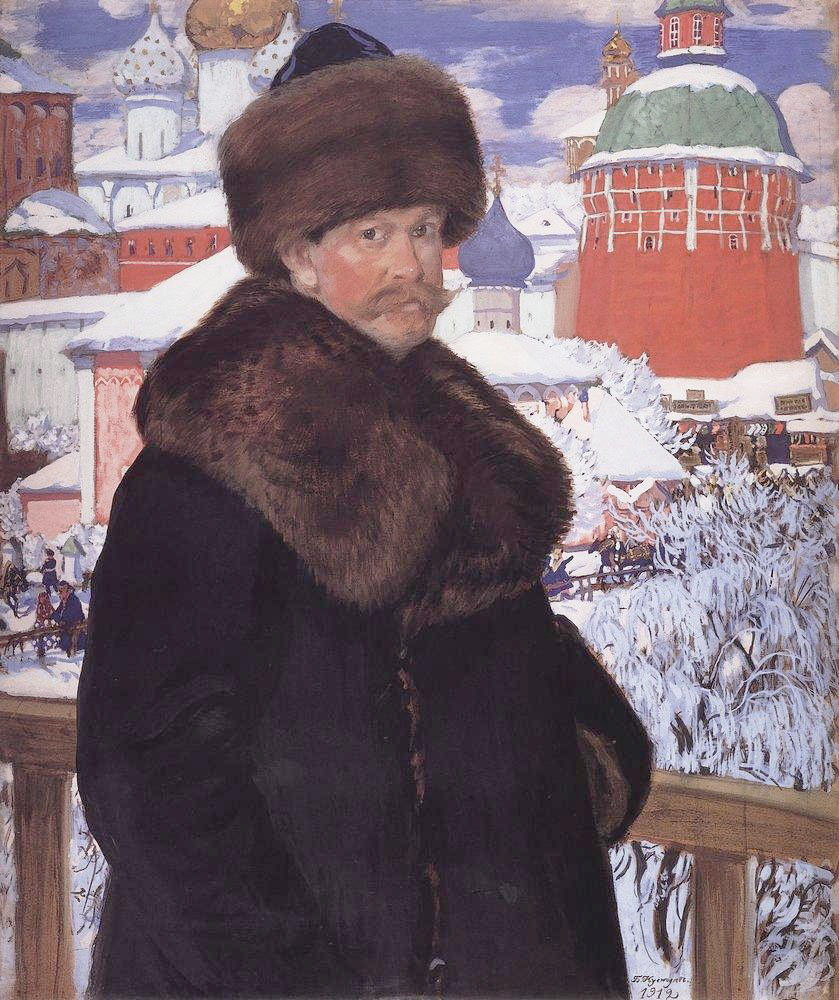
Борис Кустодиев
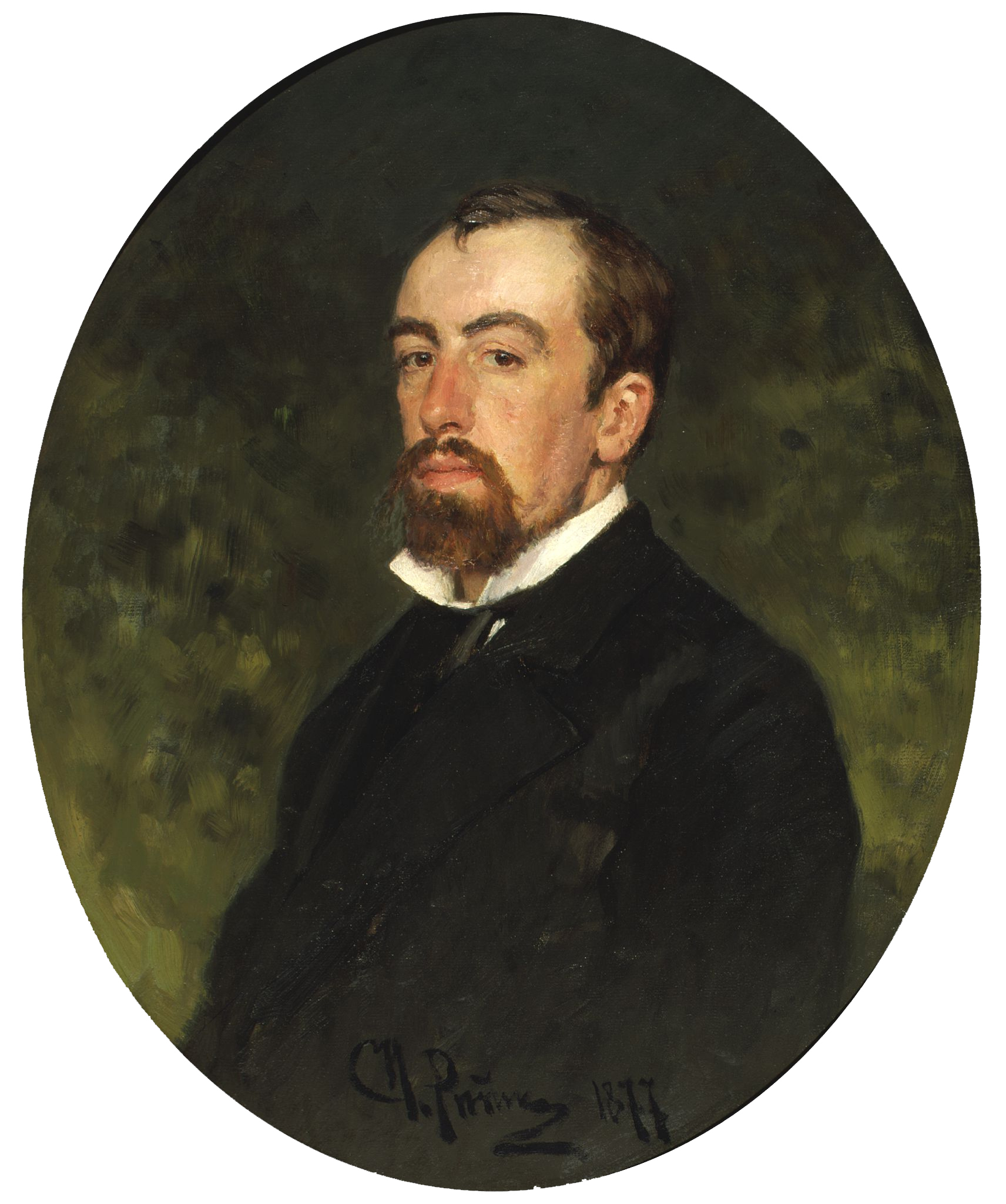
Василий Поленов
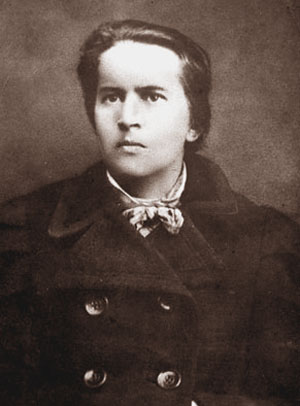
Анна Голубкина